# Nati nel 1990/Novembre
| Questa pagina contiene informazioni ricavate automaticamente dalle voci biografiche con l'ausilio del template Bio e di un bot. L'aggiornamento è periodico e automatico e ricostruisce completamente la pagina. Se manca una persona in questa lista, sei pregato di non aggiungerla, ma accertati piuttosto che la sua voce biografica contenga il template Bio e che i dati anagrafici siano correttamente compilati. Se il template Bio manca, inseriscilo tu stesso o, in alternativa, metti l'avviso {{tmp\|Bio}} che ne segnala la mancanza. Se i dati riportati sono sbagliati, correggi direttamente la voce biografica; le modifiche saranno visibili in questa lista entro pochi giorni. Per chiarimenti vedi il progetto biografie. La lista contiene solo le 440 persone che sono citate nell'enciclopedia e per le quali è stato implementato correttamente il template Bio. Pagina aggiornata al 18 ago 2025. |

- 1º novembre - Andee, cantante canadese
- 1º novembre - Əli Babayev, ex calciatore israeliano
- 1º novembre - Remy Brand, attore e fotografo australiano
- 1º novembre - Sébastien Corchia, calciatore francese
- 1º novembre - Valérie Courtois, pallavolista belga
- 1º novembre - Nadia Flores, cestista argentina
- 1º novembre - Tim Frazier, cestista statunitense
- 1º novembre - Pelayo Novo García, calciatore spagnolo († 2023)
- 1º novembre - Mike Gillislee, giocatore di football americano statunitense
- 1º novembre - Elisa Giordano, rugbista a 15 italiana
- 1º novembre - Abdelaziz Ali Guechi, calciatore algerino
- 1º novembre - Luka Mirković, calciatore montenegrino
- 1º novembre - Ioannis Nifadopoulos, velocista greco
- 1º novembre - Šárka Pančochová, snowboarder ceca
- 1º novembre - Islam Ramadan, calciatore egiziano
- 1º novembre - Arcëm Salavej, ex calciatore bielorusso
- 1º novembre - Zizi Strallen, attrice, cantante e ballerina britannica
- 1º novembre - Simone Giertz, inventrice e youtuber svedese
- 1º novembre - Masunoyama Tomoharu, lottatore di sumo giapponese
- 1º novembre - Duško Trajčevski, calciatore macedone
- 1º novembre - Hannah Werth, pallavolista statunitense
- 2 novembre - Francesca Agostini, attrice italiana
- 2 novembre - Jonathan Barboza, calciatore uruguaiano
- 2 novembre - Francesco Berti, politico italiano
- 2 novembre - Nemanja Bilbija, calciatore bosniaco
- 2 novembre - Joe Burton, cestista statunitense
- 2 novembre - Christopher Dibon, ex calciatore austriaco
- 2 novembre - Daniela Druncea, ginnasta e canottiera rumena
- 2 novembre - Helton Leite, calciatore brasiliano
- 2 novembre - Sanin Muminović, calciatore bosniaco
- 2 novembre - Abeiku Quansah, ex calciatore ghanese
- 2 novembre - Mike Rosario, cestista statunitense
- 2 novembre - Kendall Schmidt, cantante, attore e ballerino statunitense
- 2 novembre - Diana Sujew, mezzofondista tedesca
- 2 novembre - Kévin Tillie, pallavolista francese
- 2 novembre - Jesse Williams, giocatore di football americano australiano
- 3 novembre - Armando Alfageme, calciatore peruviano
- 3 novembre - Goran Antonić, calciatore serbo
- 3 novembre - Giulia Bianchi, ex ginnasta italiana
- 3 novembre - Florian Jamnig, calciatore austriaco
- 3 novembre - Stefan Jović, cestista serbo
- 3 novembre - Ivo Pękalski, calciatore svedese
- 3 novembre - Ellyse Perry, crickettista e ex calciatrice australiana
- 3 novembre - LaRoy Reynolds, giocatore di football americano statunitense
- 3 novembre - Łukasz Sekulski, calciatore polacco
- 3 novembre - Benedikt Zech, calciatore austriaco
- 4 novembre - Jean-Luc Bilodeau, attore canadese
- 4 novembre - Rachele Bruni, nuotatrice italiana
- 4 novembre - Ely Fernandes, calciatore capoverdiano
- 4 novembre - Wesley Kreder, ex ciclista su strada olandese
- 4 novembre - Tommy McCarthy, pugile britannico
- 4 novembre - İlkin Qırtımov, calciatore azero
- 4 novembre - Lixy Rodríguez, calciatrice costaricana
- 4 novembre - Virginijus Sinkevičius, politico lituano
- 5 novembre - Darko Brguljan, pallanuotista montenegrino
- 5 novembre - Stefania Corna, pallavolista italiana
- 5 novembre - Jaume Doménech Sánchez, calciatore spagnolo
- 5 novembre - Luis Garrido, calciatore honduregno
- 5 novembre - Taylor Hunt, giocatore di football australiano australiano
- 5 novembre - Matej Jelić, calciatore croato
- 5 novembre - Nick Kasa, ex giocatore di football americano statunitense
- 5 novembre - George Moala, rugbista a 15 neozelandese
- 5 novembre - Jaclyn Narracott, skeletonista australiana
- 5 novembre - Lucas Tagliapietra, calciatore brasiliano
- 6 novembre - Marc Dal Hende, calciatore danese
- 6 novembre - Sam Dower, ex cestista statunitense
- 6 novembre - Federico Freire, calciatore argentino
- 6 novembre - Felipe Garcia Gonçalves, calciatore brasiliano
- 6 novembre - Scott Gow, ex biatleta canadese
- 6 novembre - Jiloan Hamad, calciatore svedese
- 6 novembre - Irací Hassler, politica e economista cilena
- 6 novembre - Jorrin John, calciatore inglese
- 6 novembre - Andrea Marchisio, pallavolista italiano
- 6 novembre - Rhys Murphy, calciatore inglese
- 6 novembre - Valentina Nappi, attrice pornografica italiana
- 6 novembre - André Schürrle, ex calciatore tedesco
- 6 novembre - Diego Fabián Torres, calciatore argentino
- 6 novembre - Kris Wu, cantante e attore cinese
- 6 novembre - Bowen Yang, attore, sceneggiatore e comico australiano
- 7 novembre - Courtney Marie Andrews, cantautrice statunitense
- 7 novembre - Daniel Ayala, calciatore spagnolo
- 7 novembre - Matt Corby, cantante australiano
- 7 novembre - Stella Cox, attrice pornografica italiana
- 7 novembre - Reid Ewing, attore statunitense
- 7 novembre - András Gosztonyi, calciatore ungherese
- 7 novembre - Jang Yoon-ju, modella e conduttrice televisiva sudcoreana
- 7 novembre - Rašid Mahalbašić, cestista sloveno
- 7 novembre - Jermaine Marshall, cestista statunitense († 2019)
- 7 novembre - Merlin Polzin, allenatore di calcio e ex calciatore tedesco
- 7 novembre - Veaceslav Posmac, calciatore moldavo
- 7 novembre - Nacho Pérez, attore spagnolo
- 7 novembre - Marcus Sandberg, calciatore svedese
- 7 novembre - Steven Théolier, ex sciatore alpino francese
- 7 novembre - David de Gea, calciatore spagnolo
- 8 novembre - Max Angioni, comico, conduttore televisivo e cabarettista italiano
- 8 novembre - Ken Bishop, giocatore di football americano statunitense
- 8 novembre - Qairat Eraliev, pugile kazako
- 8 novembre - Yílmar Filigrana, calciatore colombiano
- 8 novembre - Sacha Jones, ex tennista neozelandese
- 8 novembre - Spencer Long, ex giocatore di football americano statunitense
- 8 novembre - Mike Moser, ex cestista e allenatore di pallacanestro statunitense
- 8 novembre - Pak Chol, maratoneta nordcoreano
- 8 novembre - Anderson Plata, calciatore colombiano
- 8 novembre - Denise Rosenthal, cantante e attrice cilena
- 8 novembre - Cătălin Savin, calciatore rumeno
- 8 novembre - Aleksandr Žеrеbcov, cosmonauta russo
- 9 novembre - Lalawélé Atakora, ex calciatore togolese
- 9 novembre - Romain Bardet, ex ciclista su strada francese
- 9 novembre - Lawrence Brittain, canottiere sudafricano
- 9 novembre - Clément Cavallo, cestista francese
- 9 novembre - Marius Charizopulos, calciatore slovacco
- 9 novembre - Jaŭhen Curkin, nuotatore bielorusso
- 9 novembre - Ahmed Elias, calciatore giordano
- 9 novembre - Tom Elliott, ex calciatore inglese
- 9 novembre - Nosa Igiebor, ex calciatore nigeriano
- 9 novembre - Ross Jenkins, allenatore di calcio e ex calciatore inglese
- 9 novembre - Christine Michael, ex giocatore di football americano statunitense
- 9 novembre - Ingvild Flugstad Østberg, fondista norvegese
- 9 novembre - Henry Pernía, calciatore venezuelano
- 9 novembre - Maryam Usman, ex sollevatrice nigeriana
- 10 novembre - Emmanuel Acho, ex giocatore di football americano statunitense
- 10 novembre - Mireia Belmonte, nuotatrice spagnola
- 10 novembre - Tuğçe Canıtez, cestista turca
- 10 novembre - Joan Chelimo Melly, mezzofondista keniota
- 10 novembre - Zach Ertz, giocatore di football americano statunitense
- 10 novembre - Vanessa Ferrari, ex ginnasta italiana
- 10 novembre - Sheriff Isa, calciatore nigeriano
- 10 novembre - Aron Jóhannsson, calciatore islandese
- 10 novembre - Vincent Kipsang Rono, maratoneta e mezzofondista keniota
- 10 novembre - Pål Alexander Kirkevold, calciatore norvegese
- 10 novembre - Andreas Laudrup, ex calciatore danese
- 10 novembre - Samantha Middleborn, pallavolista statunitense
- 10 novembre - Aaron Murray, ex giocatore di football americano statunitense
- 10 novembre - Robert Primus, calciatore trinidadiano
- 10 novembre - Megumi Takase, calciatrice giapponese
- 10 novembre - Kristina Vogel, ex pistard tedesca
- 11 novembre - Stedman Bailey, giocatore di football americano statunitense
- 11 novembre - Tom Dumoulin, ex ciclista su strada olandese
- 11 novembre - Habib Fardan, calciatore emiratino
- 11 novembre - Julian Koch, allenatore di calcio e ex calciatore tedesco
- 11 novembre - Romeo Parkes, ex calciatore giamaicano
- 11 novembre - Qieyang Shijie, marciatrice cinese
- 11 novembre - Federica Simonelli, doppiatrice italiana
- 11 novembre - Daniel Steres, calciatore statunitense
- 11 novembre - Georginio Wijnaldum, calciatore olandese
- 12 novembre - Carlos Alvarez, ex calciatore statunitense
- 12 novembre - Andri Rúnar Bjarnason, calciatore islandese
- 12 novembre - Michael Calfan, disc jockey francese
- 12 novembre - Toby Faletau, rugbista a 15 britannico
- 12 novembre - Adrianna Franch, calciatrice statunitense
- 12 novembre - Adnan Haidar, calciatore libanese
- 12 novembre - Stokely Hathaway, wrestler statunitense
- 12 novembre - Florent Manaudou, nuotatore francese
- 12 novembre - Hook N Sling, produttore discografico e cantautore australiano
- 12 novembre - Chloe Mann, pallavolista statunitense
- 12 novembre - Veronica Maurizzi, karateka italiana
- 12 novembre - James McCarthy, calciatore scozzese
- 12 novembre - Cameron Moore, cestista statunitense († 2016)
- 12 novembre - Marcell Ozuna, giocatore di baseball dominicano
- 12 novembre - Nicola Rigoni, ex calciatore italiano
- 12 novembre - Ben Sangaré, calciatore francese
- 12 novembre - Harmeet Singh, ex calciatore norvegese
- 12 novembre - Halifa Soulé, calciatore francese
- 12 novembre - Siim-Sander Vene, cestista estone
- 13 novembre - Jibbs, rapper statunitense
- 13 novembre - Chris Devenski, giocatore di baseball statunitense
- 13 novembre - Cobi Hamilton, giocatore di football americano statunitense
- 13 novembre - Jerzy Janowicz, tennista e allenatore di tennis polacco
- 13 novembre - Viola Kleiser, ex velocista e bobbista austriaca
- 13 novembre - Kyōhei Noborizato, calciatore giapponese
- 13 novembre - Daniel Purvis, ex ginnasta britannico
- 13 novembre - Rhys Ruddock, rugbista a 15 irlandese
- 13 novembre - Lucas Villarruel, ex calciatore argentino
- 13 novembre - Isaiah Wilkerson, ex cestista statunitense
- 13 novembre - Daniela Zamora, calciatrice cilena
- 14 novembre - Khaled Abdulraouf, calciatore qatariota
- 14 novembre - John Archibald, pistard e ciclista su strada britannico
- 14 novembre - Amina Bakhit, mezzofondista sudanese
- 14 novembre - Mathis Bolly, calciatore norvegese
- 14 novembre - Roman Bürki, calciatore svizzero
- 14 novembre - Yanet García, modella e conduttrice televisiva messicana
- 14 novembre - Václav Hladký, calciatore ceco
- 14 novembre - David Howell, scacchista britannico
- 14 novembre - Anton Kilin, calciatore russo
- 14 novembre - Djiman Koukou, calciatore beninese
- 14 novembre - Marco Köfler, calciatore austriaco
- 14 novembre - Tereza Mrdeža, tennista croata
- 14 novembre - Erica Necci, doppiatrice italiana
- 14 novembre - Lucia Peretti, pattinatrice di short track italiana
- 14 novembre - Alex Maximiliano Silva, ex calciatore uruguaiano
- 14 novembre - Péter Szappanos, calciatore ungherese
- 14 novembre - Bruno Telushi, calciatore albanese
- 14 novembre - Josh Warrington, pugile britannico
- 14 novembre - Wrongonyou, cantante italiano
- 15 novembre - Atusaye Nyondo, calciatore malawiano
- 15 novembre - Potter Payper, rapper britannico
- 15 novembre - Rakeem Buckles, cestista statunitense
- 15 novembre - Connor Dougherty, pallavolista statunitense
- 15 novembre - Laurence Épée, schermitrice francese
- 15 novembre - Kanata Hongō, attore e modello giapponese
- 15 novembre - Erik Hurtado, calciatore statunitense
- 15 novembre - Terrance King, cestista statunitense
- 15 novembre - Lukáš Krpálek, judoka ceco
- 15 novembre - Thomas van der Mars, cestista olandese
- 15 novembre - Bradley McDougald, giocatore di football americano statunitense
- 15 novembre - Ryan Meara, ex calciatore statunitense
- 15 novembre - Caleb Paine, velista statunitense
- 15 novembre - Ihor Perduta, calciatore ucraino
- 15 novembre - Sofija Rud'eva, modella russa
- 15 novembre - Michael Schofield, giocatore di football americano statunitense
- 15 novembre - Lonneke Slöetjes, ex pallavolista olandese
- 15 novembre - Bryan Stork, giocatore di football americano statunitense
- 16 novembre - Adrian Cieślewicz, calciatore polacco
- 16 novembre - Francisco Lisvaldo Daniel Duarte, calciatore brasiliano
- 16 novembre - Dénes Dibusz, calciatore ungherese
- 16 novembre - Milo Gibson, attore statunitense
- 16 novembre - Brad Hall, bobbista britannico
- 16 novembre - Florian Lacassie, pallavolista francese
- 16 novembre - Maddison McKibbin, giocatore di beach volley e ex pallavolista statunitense
- 16 novembre - Dejan Mileusnić, giavellottista bosniaco
- 16 novembre - Məhəmməd Mirzəbəyov, ex calciatore russo
- 16 novembre - Karlīne Nīmane, cestista lettone
- 16 novembre - Yara Puebla, attrice e modella spagnola
- 16 novembre - Courtney Sweetman-Kirk, calciatrice britannica
- 16 novembre - Tomislav Tomić, calciatore bosniaco
- 16 novembre - Franck Yangue, cestista camerunese
- 17 novembre - Jared Abbrederis, giocatore di football americano statunitense
- 17 novembre - Juanma Delgado, calciatore spagnolo
- 17 novembre - Elías Díaz, giocatore di baseball venezuelano
- 17 novembre - Ewoud Gommans, pallavolista olandese
- 17 novembre - Alexa Guarachi, ex tennista statunitense
- 17 novembre - Ricky Jacobs, ex giocatore di football americano statunitense
- 17 novembre - Simon Jakobsen, calciatore danese
- 17 novembre - Jeff Janis, giocatore di football americano statunitense
- 17 novembre - Moffat Kilifa, calciatore salomonese
- 17 novembre - Shanica Knowles, attrice statunitense
- 17 novembre - Quentin Lafargue, pistard francese
- 17 novembre - Lina Pikčiūtė, cestista lituana
- 17 novembre - Mario Sačer, calciatore croato
- 17 novembre - Fabienne Schlumpf, siepista e mezzofondista svizzera
- 17 novembre - Pranitha Vardhineni, ex arciera indiana
- 18 novembre - Kristina Alminaitė, cestista lituana
- 18 novembre - Bálint Bajner, calciatore ungherese
- 18 novembre - Sydney Carter, ex cestista statunitense
- 18 novembre - Ray Cowels, cestista statunitense
- 18 novembre - Tom Lees, calciatore inglese
- 18 novembre - Lim Chai-min, calciatore sudcoreano
- 18 novembre - Arnett Moultrie, cestista statunitense
- 18 novembre - Ange N'Guessan, calciatrice ivoriana
- 18 novembre - Fransérgio Rodrigues Barbosa, calciatore brasiliano
- 18 novembre - Noémie Schmidt, attrice svizzera
- 18 novembre - Mateo Sušić, calciatore bosniaco
- 18 novembre - Jackie Thomas, cantante neozelandese
- 18 novembre - Kira Walkenhorst, ex giocatrice di beach volley tedesca
- 19 novembre - Caitlyn Donahue, pallavolista statunitense
- 19 novembre - Marquise Goodwin, lunghista e giocatore di football americano statunitense
- 19 novembre - Hariss Harun, calciatore singaporiano
- 19 novembre - Max Homa, golfista statunitense
- 19 novembre - Nell Hudson, attrice britannica
- 19 novembre - Josh Lambo, ex calciatore e giocatore di football americano statunitense
- 19 novembre - Brendan Lane, ex cestista statunitense
- 19 novembre - Rémi Lesca, cestista francese
- 19 novembre - John Moore, hockeista su ghiaccio statunitense
- 19 novembre - Oliver Pope, pilota motociclistico britannico
- 19 novembre - Marie Hanitra Roilya Ranaivosoa, sollevatrice e ex taekwondoka|Attività3= ex lottatrice mauriziana
- 19 novembre - Tatsuya Sakai, ex calciatore giapponese
- 19 novembre - Daniele Sandri, cestista italiano
- 19 novembre - Sacha Theocharis, sciatore freestyle francese
- 19 novembre - Aidan Zingel, pallavolista australiano
- 20 novembre - Mark Christian, ex ciclista su strada e pistard britannico
- 20 novembre - Maria Sole Ferrieri Caputi, arbitro di calcio italiano
- 20 novembre - Alex Korio, mezzofondista keniota
- 20 novembre - Aleksandra Król, snowboarder polacca
- 20 novembre - Zack Martin, ex giocatore di football americano statunitense
- 20 novembre - Slobodan Medojević, calciatore serbo
- 20 novembre - Baatarjavyn Shoovdor, lottatrice mongola
- 20 novembre - Nzuzi Toko, calciatore congolese (Repubblica Democratica del Congo)
- 20 novembre - Kevin Vermeulen, calciatore olandese
- 21 novembre - Andre Blake, calciatore giamaicano
- 21 novembre - Cameron Bolton, snowboarder australiano
- 21 novembre - Mehdi Courgnaud, calciatore francese
- 21 novembre - Jimmy Dzingai, calciatore zimbabwese
- 21 novembre - Rosaline Elbay, attrice egiziana
- 21 novembre - Ramiro González Hernández, calciatore argentino
- 21 novembre - Nigel Hasselbaink, ex calciatore olandese
- 21 novembre - Matthew Lund, calciatore inglese
- 21 novembre - Simon Makienok, calciatore danese
- 21 novembre - Emmanuel Mayuka, ex calciatore zambiano
- 21 novembre - Mustii, cantante e attore belga
- 21 novembre - Danielle Rowe, ex pistard e ciclista su strada britannica
- 21 novembre - Ilie Sánchez, calciatore spagnolo
- 21 novembre - Georgie Twigg, ex hockeista su prato britannica
- 21 novembre - Otto Wallin, pugile svedese
- 21 novembre - Jamil Wilson, cestista statunitense
- 21 novembre - Moustapha Zeghba, calciatore algerino
- 22 novembre - Taha Akgül, lottatore turco
- 22 novembre - Emilia Ankiewicz, ostacolista polacca
- 22 novembre - Marta Benzoni, ex sciatrice alpina italiana
- 22 novembre - Mirko Carretta, calciatore italiano
- 22 novembre - Nikos Gkikas, cestista greco
- 22 novembre - Veronica Inglese, mezzofondista italiana
- 22 novembre - Lee Yu-bi, attrice sudcoreana
- 22 novembre - Brock Osweiler, ex giocatore di football americano statunitense
- 22 novembre - Darko Planinić, cestista croato
- 22 novembre - Elena Prosteva, ex sciatrice alpina russa
- 22 novembre - Nathan Sinkala, calciatore zambiano
- 22 novembre - Daniel Sundgren, calciatore svedese
- 22 novembre - Maria Toorpakai Wazir, giocatrice di squash pakistana
- 23 novembre - Gennifer Brandon, ex cestista statunitense
- 23 novembre - Choi Soo-yeon, schermitrice sudcoreana
- 23 novembre - Maxime Courby, cestista francese
- 23 novembre - Gregory Echenique, cestista venezuelano
- 23 novembre - Alandise Harris, ex cestista statunitense
- 23 novembre - Antoine Hoppenot, ex calciatore statunitense
- 23 novembre - Shaun Hutchinson, calciatore inglese
- 23 novembre - Alëna Leonova, ex pattinatrice artistica su ghiaccio russa
- 23 novembre - Vinicius Miller, ex calciatore brasiliano
- 23 novembre - Michael Ngadeu-Ngadjui, calciatore camerunese
- 23 novembre - Kaia Wøien Nicolaisen, ex biatleta norvegese
- 23 novembre - Chris O'Hare, mezzofondista britannico
- 23 novembre - Tiago Mesquita, calciatore portoghese
- 23 novembre - Christopher Quiring, ex calciatore tedesco
- 23 novembre - Carlos Ross, calciatore cileno
- 23 novembre - Jerry Sitoe, ex calciatore mozambicano
- 23 novembre - Maurizio Tassone, cestista italiano
- 23 novembre - Maria Udrea, schermitrice rumena
- 24 novembre - Jorit, artista italiano
- 24 novembre - Gastão Elias, tennista portoghese
- 24 novembre - Giacomo Ferrara, attore italiano
- 24 novembre - Sarah Hyland, attrice statunitense
- 24 novembre - Hamed Lak, calciatore iraniano
- 24 novembre - Tom Odell, cantautore e musicista britannico
- 24 novembre - Mario Gaspar, calciatore spagnolo
- 24 novembre - Rim Chol-min, calciatore nordcoreano
- 24 novembre - Jasmin Sudić, ex calciatore svedese
- 24 novembre - Ákos Szarka, calciatore slovacco
- 24 novembre - Flamur Tairi, calciatore macedone
- 24 novembre - Adrienn Tóth, pentatleta ungherese
- 25 novembre - Alaaeldin Abouelkassem, schermidore egiziano
- 25 novembre - Alex Bassani, giocatore di baseball italiano
- 25 novembre - Alberto Benettin, allenatore di rugby a 15 e rugbista a 15 italiano
- 25 novembre - Rye Rye, cantante, rapper e attrice statunitense
- 25 novembre - Anže Berčič, canoista sloveno
- 25 novembre - Eder Borelli, ex calciatore messicano
- 25 novembre - Anouchka Delon, attrice francese
- 25 novembre - Christophe Diandy, calciatore senegalese
- 25 novembre - Federico Furlan, calciatore italiano
- 25 novembre - Bill Hamid, calciatore statunitense
- 25 novembre - Stephanie Hsu, attrice statunitense
- 25 novembre - Elena Korobkina, mezzofondista russa
- 25 novembre - Klaudia Lukačovičová, cestista slovacca
- 25 novembre - Eilish McColgan, mezzofondista e siepista britannica
- 25 novembre - Álvaro Muñoz Borchers, cestista spagnolo
- 25 novembre - Roland Peqini, ex calciatore albanese
- 25 novembre - Romaric Rogombé, calciatore gabonese
- 26 novembre - Osama Akharraz, calciatore danese
- 26 novembre - Avery Bradley, ex cestista statunitense
- 26 novembre - Joe Dudgeon, ex calciatore inglese
- 26 novembre - Chip, rapper britannico
- 26 novembre - Aaron Gate, pistard e ciclista su strada neozelandese
- 26 novembre - Garry Gilliam, giocatore di football americano statunitense
- 26 novembre - San Holo, disc jockey, musicista e produttore discografico olandese
- 26 novembre - Krzysztof Kamiński, calciatore polacco
- 26 novembre - Samira Kitman, artista afghana
- 26 novembre - Martyn Kravciv, scacchista ucraino
- 26 novembre - Danny Welbeck, calciatore inglese
- 26 novembre - Sara Mitich, attrice canadese
- 26 novembre - Rita Ora, cantante, attrice e personaggio televisivo britannica
- 26 novembre - Gabriel Paulista, calciatore brasiliano
- 26 novembre - Darryl Roberts, giocatore di football americano statunitense
- 26 novembre - Michał Szpak, cantante polacco
- 26 novembre - Andrew Vanzie, calciatore giamaicano
- 26 novembre - Dizzy Wright, rapper statunitense
- 26 novembre - Ece Çeşmioğlu, attrice turca
- 27 novembre - Amaro Antunes, ex ciclista su strada portoghese
- 27 novembre - Kyle Casey, ex cestista statunitense
- 27 novembre - Josh Dubovie, cantante britannico
- 27 novembre - Eleonora Farina, mountain biker italiana
- 27 novembre - Patrik Hidi, calciatore ungherese
- 27 novembre - Lamarcus Joyner, giocatore di football americano statunitense
- 27 novembre - Garry Mendes Rodrigues, calciatore capoverdiano
- 27 novembre - Franco Mostert, rugbista a 15 sudafricano
- 27 novembre - Blackbear, cantante, compositore e produttore discografico statunitense
- 27 novembre - Kevin Pamphile, giocatore di football americano statunitense
- 27 novembre - Brunild Pepa, calciatore albanese
- 27 novembre - Mike Phillips, cestista statunitense
- 27 novembre - Álvaro Morais Filho, giocatore di beach volley brasiliano
- 28 novembre - Azza Besbes, schermitrice tunisina
- 28 novembre - Bolinha, ex calciatore brasiliano
- 28 novembre - Dedryck Boyata, calciatore belga
- 28 novembre - Edis, cantante britannico
- 28 novembre - Romain Édouard, scacchista francese
- 28 novembre - Sandra Gasparini, ex slittinista italiana
- 28 novembre - Gradur, rapper francese
- 28 novembre - Gu Yasha, calciatrice cinese
- 28 novembre - Holly Hale, modella britannica
- 28 novembre - Zeni Husmani, calciatore macedone
- 28 novembre - Janine Kohlmann, pentatleta tedesca
- 28 novembre - Mantė Kvederavičiūtė, cestista lituana
- 28 novembre - Félix Mathaus, calciatore capoverdiano
- 28 novembre - Gianmarco Raimondo, pilota automobilistico canadese
- 28 novembre - Yuzuru Shimada, calciatore giapponese
- 28 novembre - Bradley Smith, pilota motociclistico britannico
- 28 novembre - Tosh Van Der Sande, ciclista su strada e pistard belga
- 28 novembre - Zivert, cantante russa
- 29 novembre - Mariano Barbieri, calciatore argentino
- 29 novembre - Lamin Barrow, giocatore di football americano statunitense
- 29 novembre - Diego Boneta, attore e cantante messicano
- 29 novembre - Josh Charles, calciatore grenadino
- 29 novembre - Blake Davis, attore australiano
- 29 novembre - Antonio Denti, rugbista a 15 italiano
- 29 novembre - Okacha Hamzaoui, calciatore algerino
- 29 novembre - Katherine Harms, ex pallavolista statunitense
- 29 novembre - Tomoki Imai, calciatore giapponese
- 29 novembre - Francis Koné, calciatore ivoriano
- 29 novembre - Cristiano Pereira Figueiredo, calciatore tedesco
- 29 novembre - Sheldon Richardson, giocatore di football americano statunitense
- 29 novembre - Yacouba Sylla, ex calciatore francese
- 29 novembre - Blake e Dylan Tuomy-Wilhoit, attore statunitense
- 29 novembre - Nurbergen Zhumagaziyev, pattinatore di short track kazako
- 30 novembre - Miiko Albornoz, calciatore svedese
- 30 novembre - Gabriel Ávalos, calciatore paraguaiano
- 30 novembre - Magnus Carlsen, scacchista norvegese
- 30 novembre - Alfredo Donnarumma, calciatore italiano
- 30 novembre - Markus Eder, sciatore freestyle italiano
- 30 novembre - Jesús Ezquerra, ex ciclista su strada spagnolo
- 30 novembre - Michaela Gallo, attrice statunitense
- 30 novembre - Marc Goos, ex ciclista su strada olandese
- 30 novembre - DeWayne Jackson, cestista statunitense
- 30 novembre - Simon Kostner, hockeista su ghiaccio italiano
- 30 novembre - Julija Mal'ceva, discobola russa
- 30 novembre - Matic Maruško, calciatore sloveno
- 30 novembre - Antoine N'Gossan, ex calciatore ivoriano
- 30 novembre - Kyrylo Natjažko, cestista ucraino
- 30 novembre - Lucas Parodi, calciatore argentino
- 30 novembre - Eleutherios Petrounias, ginnasta greco
- 30 novembre - Tim Phillips, nuotatore statunitense
- 30 novembre - Jevhen Jevhenovyč Šachov, ex calciatore ucraino
- 30 novembre - Dávid Sigér, calciatore ungherese
- 30 novembre - Nick Walsh, arbitro di calcio scozzese